# Phyllogomphus schoutedeni
Phyllogomphus schoutedeni – gatunek ważki z rodziny gadziogłówkowatych (Gomphidae).